# William James Stewart
Pour les articles homonymes, voir William Stewart et Stewart.
William James Stewart  (13 février 1889-18 septembre 1969) est un homme politique municipal et provincial canadien de l'Ontario. Stewart sert comme député de la circonscription torontoise de Parkdale (en) de 1938 à 1948 et de 1951 à 1959, ainsi que comme 43e maire de Toronto de 1931 à 1934.

## Biographie
Né à Toronto, Stewart réalise ses études par des cours du soir de la Shaw Business School de Toronto.

## Politique
Conseiller municipal du district #5 de 1924 à 1931, Stewart défait l'ancien maire tentant de revenir en politique, Sam McBride (en). Stewart devient alors le premier maire à utiliser régulièrement la radio pour communiquer avec les citoyens. Durant son mandat, il milite pour la restauration de Fort York dont la réouverture survient en 1934.
Entrant en politique provinciale lors de la course à la chefferie de 1936 du Parti progressiste-conservateur de l'Ontario, il termine troisième derrière William Earl Rowe et George Drew. Il fait son entrée à Queen's Park lors d'une élection partielle dans Parkdale (en), circonscription de l'ouest de Toronto, le 5 octobre 1938. 

### Président de l'Assemblée législative
À la suite de l'élection de 1943 qui a mené les Progressistes-conservateurs et Drew au pouvoir, Stewart devient Président de l'Assemblée législative de l'Ontario. Renommé Président à la suite des élections de 1945, il démissionne de son poste en mars 1947 pour siéger comme député d'arrière-ban. Le chef libéral, Farquhar Oliver, présente alors une motion pour refuser d'accepter la démission de Stewart, mais celle-ci est considérée comme inadmissible.
Siégeant sur plusieurs comités, Stewart perd les élections de 1948. Retrouvant son poste de député en 1953 et réélu en 1955, il est défait 1959.